# Pierre Birot
Pierre Birot (Meudon, París, 1909 — París, 1984) fou un geògraf i geomorfòleg francès. Feu la seva tesi doctoral als Pirineus (Recherches sur la morphologie des Pyrénées orientales franco-espagnoles, 1937), i va publicar altres treballs sobre geomorfologia i geografia de la península Ibèrica. Fou professor a Dijon, Estrasburg, Lilla i la Sorbona. Feu estudis experimentals sobre la descomposició de les roques cristal·lines i publicà Précis de géographie physique générale (1959), Régions naturelles du globe (1970) i Processus d'érosion à la surface des continents (1981). Va aconseguir un prestigi internacional, tant per la qualitat i el nombre dels seus treballs com per la profusió de qualificats deixebles que deixa, sobretot a França, molts d'ells avui destacats professors universitaris.

## Biografia
Es llicencià en Geografia com a deixeble d'Emmanuel de Martonne, el conegut autor del tractat de Géographie Physique. Fou agregat de geografia i història el 1930 i assistent de Martonne durant set anys, el qual li dirigí la seva tesi doctoral sobre geomorfologia dels Pirineus (1937). L'excel·lent tesi i el patronatge de Martonne li obriren tot seguit les portes de la universitat, raó per la qual deixi l'ensenyament secundari, en el qual s'havia destacat amb una sèrie de textos que rejoveniren de cop la geografia francesa, immobilitzada amb els coneguts manuals de Maurette i Gallodec; treballà a les universitats de Lille, Dijon i Estrasburg.
Durant la Primera Guerra Mundial caigué presoner dels alemanys quan intentava refugiar-se en la línia Maginot des del frontera de Bèlgica. tot succeí quan desbordades les tropes franceses pels tancs alemanys, i els soldats estaven morts de cansament, durant un repòs, Birot s'adormí i es trobà abandonat dels seus companys que no hi havien parat esment. Bon geògraf, coneixedor del país intentà arribar fins a la línia Maginot viatjant de dia entre els boscos i durant la nit procurava de travessar les línies de comunicació vigilades pels alemanys, però finalment fou capturat i portat a un camp de concentració. Afortunadament, la fi de la guerra a França el tragué del camp i, un cop alliberat, pogué passar la segona part de la guerra a Portugal, treballant a l'Institut Francès de Coimbra. Emprengué durant la seva estada a Portugal l'estudi de molts problemes geomorfològics de l'Oest de la Península.
Birot, des de la seva càtedra de Paris, havia estès, amb motiu de tesis portades a cap pels seus deixebles, l'àrea d'acció al Nord d'Àfrica i a alguns països mediterranis, com Itàlia i Grècia, a la vegada que estava com més va més interessat en processos erosius de la Mediterrània i, sobretot, dels països àrids, que havia conegut en els seus viatges als Estats Units. Per altra banda, havia muntat en la seva càtedra de Geografia un modest laboratori experimental on podia seguir de prop els processos erosius, cèl·lula inicial del laboratori que la Recherche francesa instal·laria a Caen, dotat de mitjans més adequats per a la hidrologia. Per això és considerat a França com el geògraf introductor dels mètodes experimentals en la 
geomorfologia. L'any 1954 col·laborà amb Lluís Solé i Sabarís, amic ja de joventut, en una llarga campanya destinada a desxifrar els problemes geomorfològics de Galícia; el treball fou llarg i profitós i portà a una interpretació global del massís gallec.
De fermes conviccions cristianes, el mes de juny del 1984, moria al seu domicili de Clamart, proper a París.

## Reconeixements
Els mèrits de Birot foren unànimement reconeguts a França i fora d'ella. A França fou president de l'AssociaciÓ de Geògrafs francesos i fins a la seva jubilació oficial un dels membres destacats de l'Institut de Géographie de la Sorbona, 
des d'on dirigia el Centre de Géomorphologie Exphimentale radicat a la Universitat de Caen. Com a mèrit destacat li fou atorgada darrerament la medalla a la investigació, concedida pel Consell de la Recherche Scientifique (1982). La Universitat de Lisboa li fou atorgat el nomenament de doctor Honoris Causa per la Universitat. L'Acadèmia barcelonina de Ciències el designà també membre corresponent, reconeixent la seva valuosa aportació a la geomorfologia ibèrica, i l'Institut d'Estudis Catalans li atorgà el premi Catalònia, assenyalat guardó lliurat als estrangers que s'han distingit per llurs estudis sobre el nostre país. Caldria citar les nombroses conferències i cicles de lliçons donats a la Universitat i a l'Acadèmia de 
Ciències de Barcelona amb ocasió de les seves nombroses estades a Catalunya.

## Publicacions
Aquí es presenta una relació de les seves obres de caràcter general més destacades. Birot era un home molt documentat, com ho mostra a les seves obres, amb una informació científica molt superior a la que cabria esperar de la formació d'un geògraf de lletres, com mostra palpablement en la seva darrera obra sobre el procés d'erosió. D'altra banda, la seva exposició, sempre molt esquemàtica, no resultava gaire intel·ligible al lector.

### Estudis sobre la península Ibèrica
- BIROT, P. "Le relief de la Sierra de Alto Rey et sa bordure orientale", Bull. Assoc. Géogr. Frans., núm. 70, p. 92-98, 2 fig., París, 1933. (Trad. A. López, Est. Geográf. X, núm. 36, 1949.)

- "Sur les poudingues nummulitiques dans leurs rapports avec les massifi Sudpyrénhns entre le Llobregat et le Segre* ", C.R. seanc. Soc. Géol. France, gener de 1934.
- "Essai sur la morphologie des Pyrénées catalanes. Etude desformes structurales fossiles", Ann. Géogr., t. XLIV, p. 238-253, París, 1935.
- Recherches sur la morphologie des Pyrénées Orientales Franco-Espagnoles, p. 318, 65 fig., 16 fot:, 6 Iim., París 1937.
- "A propos de quelques travaux récents sur la Chalne Celtibérique et ses annexes, Ann. Géogr., t. XLIV, p. 96-98, París 1934.
- "Sur la morphologie de la Sierra de Guadarrama occidentaln", Ann. Géogr., t. XLIV, p. 22-45,6 fig., París, 1937. Trad. de Vidal Box a Est. Geográf., t. VI, 1945, p. 155-168.
- "Notes sur la morphologie et la géologie du bassin de Mortágua", Bull. Soc. Geol. de Portugal, t. IV, 1944, 15 pig. 2 fig.
- "Contribution a l'Étude morphologique de la région de Guarda", Bull. Études Portug, 47 p., 6 fig., Lisboa 1946.
- "Sur une nouvelle fonction d'aridité appliquée au Portugal", An. Fac. Ciencias de Porto, t. XXX, 1945, fasc. 11, p. 5-16, 3 fig.
- "Remarques sur la morphologie du Haut Portugal entre le Tage et le Douror", Bull. Assoc. Géogr. Franç, núm. 173-174, p. 108-120, París 1945.

- BIROT, P. i FEIO, M. "Notes sur la morphologie du Portugal meridional.", Mélanges Géogr. Faucher, p. 103-127, 5 fig. Tolosa de Llenguadoc 1948.

- "Les surfaces d'érosion du Portugal central et septentrional", Congr. Géogr. Lisbonne, Rapp. Com. Cartographie des surfaces d'aplanissement, p. 9-116, 17 fig., Lovaina 1949.
- Le Portugal. Étude de géographie régionale. A. Colin. París 1950.
- "Notes sur l'évolution morphologique des chalnes Bétiques Centrales.", Bull. Assoc. Géop. Franc., núm. 213-214 (1950), p. 122-128; trad. castellana a Est. Geográf, t. 14, 1953, p. 67-74.

- BIROT, P., COLOM, G., SOLE SABARIS, L. "Sur 1'ige des couches de Baza et de la formation de Guadix (province de Grenade)." C.R. Acad. SC., núm. 231, p. 504-507, París 1950.
- BIROT, P. i SOLE SABARIS. L. "Sobre un rasgo paradoxal de los macizos cristalinos de la Cordillera Central Ibérica", Est. Géograf, XII, 45, p. 807-813, 2 fig., Madrid 1951.

- Investigaciones sobre la Cordillera Central española, Inst. Juan Sebast. Elcano, CSIC, 87 pàg., 36 fig., 2 map., 15 Ihm, Madrid 1954.
- "Recherches morphologiques dans le Nord-Ouest de la Péninsule Ibérique.", Mém. et Docm., IV, p. 11-61, 8 fig., 4 làm., París 1954.
- "L'évolution morphologique de la zone subbétique orientalen", Bull. Assoc. Géograf. Franc., núm. 251-252, p. 118-124, 1 fig., París 1955.
- "Recherches sur la morphologie du Sud-Est de l'Espagne", Rev Géogo. Pyén, et Sud-Ouest, XXX, p. 119-184, 13 fig., 5 Idm., Tolosa de Llenguadoc 1959.
- "La sédimentation continentale néogine entre Teruel et Baza (Espape)", C.R. somm. Soc. Géol. France, p. 178-179, París 1957.
- "Esquisse morphologique des Monts Celtibériques orientaux". Bull. Section de Géogr., t. LXXIII, 1959, p. 101-130, 8 fig., París 1960.

- BIIROT, P. i GUICHARD, G. "Observations sur le relief du socle hercyen des Pyrénées orientales", Rev. Géogr. Pyrén. et du Sud-Oest, p. 5-30, 4 fig., Tolosa de Llenguadoc 1971.

### Obres generals
- BROT, P. i DRESCH, G. Collect. Cholley, Europe, J.B. Bailliire, 432 pàg., 24 fig., París 1937.

- Collect. Cholley, Asie, etc., J.B. Bailliire, París 1935.

- BROT, P. Précis de géomorphologie physique génhale, 403 pàg., 82 fig., Ed. A. Colin, París 1950.
- BIROT, P. i DRESCH, G. La Méditerranée et le Moyen Orient, Press. Univ. Franc., t. I-II, París 1953, 1956.
- BIROT, P. Les méthodes de la Morphologie, PUF, 175 pàg., 15 fig., París 1955.

- Morphologie structurale, PUF, t. I, 167 pàg., 111, 38 fig., París 1958.
- Types d'évolution du relief: Théories orogéniques, t. II, pàg. 160-463, fig. 39-100, París 1958.
- Le cycle d'hrosion sous les différents climats, Cent. Pesquisas de Geogr. do Brasil, 137 pàg., 20 fig., Rio de Janeiro, 1960.
- Essai sur quelques problemes de Morphologie Gherale, C. Estud. Geogr., 176 pàg., 29 fig., Lisboa 1949.
- Formations végétales du globe, SEDES, 508 pàg., 85 fig., París 1965.
- Les régions naturelles du globe, 380 pàg., 110 fig., París 1970.
- Les processus d'hosion i la surface des continents, 605 pàg., 54 fig., XXI lám., Masson, París, 1981.

A més de les obres de caràcter general consignades, Birot és autor d'una sèrie de petits articles, la major part publicats a Annales de Géogoaphie, amb títols d'aparença regional o local, però que en realitat enfoquen problemes de morfologia general, entre els quals destaquen el dedicat als pediments de Nord-amèrica, el dedicat a morfologia dràstica i alguns sobre els processos d'erosió.